# 岩田温 (政治学者)
岩田 温（いわた あつし、1983年（昭和58年） - ）は、日本の政治評論家。
早稲田大学政治経済学部政治学科卒。同大学院修士課程修了。学部在学中に『日本人の歴史哲学』を展転社から出版した。

## 来歴
1983年（昭和58年）、静岡県生まれ。静岡県立磐田南高等学校在学中に「磐南総合研究会」を設立して保守派言論活動を開始。高校卒業後、早稲田大学政治経済学部政治学科に進学し、在学中に『日本人の歴史哲学』を展転社から出版する。また、在学中に早稲田大学公認サークル「早稲田大学保守研究会」及びNPO法人「日本保守主義研究会」を設立、代表を務める。早稲田大学大学院政治学研究科修士課程修了。
2009年（平成21年）より秀明大学助教。2016年（平成28年）より大和大学政治経済学部講師を経て准教授。2022年（令和4年）3月をもって同大学を退職。

## 人物
- 自由民主党衆議院議員・鷲尾英一郎の妹・鷲尾百合子と結婚した。2018年（平成30年）6月9日の結婚式・披露宴には、鷲尾英一郎と親交のある長島昭久、青柳陽一郎、田沼隆志といった政治家や自民党の山崎拓元副総裁といった政治家などが出席した[6]。
- 2023年8月18日の朝まで生テレビにおいて、司会の田原総一郎や他のゲストの話の途中に割り込んで喧嘩を売るようなスタンスで話したことからネット上で批判的な声が多く挙がった[7]。

## 受賞
- フジサンケイグループ主催・第19回土光杯全日本学生弁論大会フジテレビ杯（2003年）[8]
- アパグループ主催・第1回『「真の近現代史観」懸賞論文』佳作（2008年）

## 著作

### 単著
- 『日本人の歴史哲学――なぜ彼らは立ち上がったのか』展転社、2005年11月。ISBN 978-4-88656-276-0。
  - 新版は2024年8月（産経新聞出版）
- 『チベット大虐殺と朝日新聞――朝日新聞はチベット問題をいかに報道してきたか』オークラ出版、2008年9月。ISBN 978-4-7755-1250-0。
- 『逆説の政治哲学――正義が人を殺すとき』ベストセラーズ〈ベスト新書 334〉、2011年7月。ISBN 978-4-584-12334-8。
- 『政治とはなにか』総和社、2012年3月。ISBN 978-4-86286-058-3。
- 『だから、日本人は「戦争」を選んだ』オークラ出版、2012年11月。ISBN 978-4-7755-1959-2。
- 『だから、改憲するべきである』彩図社、2013年12月9日。ISBN 978-4-88392-961-0。
- 『人種差別から読み解く大東亜戦争』彩図社、2015年8月。ISBN 978-4-8013-0087-3。 - 岩田 (2012b)の改題、大幅に加筆・修正。新版（育鵬社 扶桑社新書541）は2025年7月 ISBN 978-4-594-10016-2
- 『平和の敵――偽りの立憲主義』並木書房、2015年11月。ISBN 978-4-89063-334-0。
- 『「リベラル」という病――奇怪すぎる日本型反知性主義』彩図社、2018年1月。ISBN 978-4-8013-0283-9。
- 『政治学者が実践する流されない読書』育鵬社、2018年9月。ISBN 978-4-594-08032-7。
- 『偽善者の見破り方――リベラル・メディアの「おかしな議論」を斬る』イースト・プレス、2019年5月。ISBN 978-4-7816-1782-4。
- 『政治学者、ユーチューバーになる』ワック〈WAC BUNKO B-375〉、2022年11月。ISBN 978-4-89831-875-1。
- 『日本再建を阻む人々――奇怪な言説の主を名指しで糺す』かや書房、2022年12月。ISBN 978-4-910364-21-6。
- 『いい加減にしろ!』ワック〈WAC BUNKO B-386〉、2023年8月。ISBN 978-4-89831-886-7。
- 『興国と亡国――保守主義とリベラリズム』かや書房、2023年10月。ISBN 978-4-910364-38-4。
- 『後に続くを信ず――特攻隊と日本人』かや書房、2024年7月。ISBN 978-4-910364-49-0。
- 『バカも休み休み言え！』ワック〈WAC BUNKO B-412〉、2024年10月。ISBN 978-4-89831-912-3。
- 『自民党が消滅する日――左傾化と迎合の病理』産経新聞出版、2025年2月。ISBN 978-4-8191-1448-6。

### 共著
- 安田浩一、古谷経衡・森鷹久・岩田温『ヘイトスピーチとネット右翼　先鋭化する在特会』オークラ出版、2013年10月4日。ISBN 978-4-7755-2067-3。 岩田温「大衆運動が先鋭化した「憎悪の共同体」としてのネット右翼」、座談会「ヘイトスピーチが日本社会に突きつけたもの～ネット右翼とナショナリズム～」
- 篠原常一郎、岩田温『なぜ彼らは北朝鮮の「チュチェ思想」に従うのか』育鵬社、2019年12月31日。ISBN 978-4-594-08329-8。 - 注記：文献あり、年表あり。
- 有馬純、岩田温『エコファシズム　脱炭素・脱原発・再エネ推進という病』扶桑社、2022年10月21日。ISBN 978-4-594-09195-8。

### 部分執筆
- 岩田温「エドマンド・バーク政治哲学研究序説」『保守思想』
- 岩田温「真の歴史の復活を求めて―検閲と東京裁判史観―」『誇れる国、日本。 謀略に!翻弄された近現代 「報道されない近現代史」出版記念第一回「真の近現代史観」懸賞論文受賞作品集』アパグループ、2008年12月。 - 「真の近現代史観」懸賞論文佳作
- 岩田温「日本国憲法と「革命」―八月革命説と「国体」をめぐって」『中国が攻めてくる! 日本は憲法で滅ぶ』渡部昇一監修、総和社、2011年2月。ISBN 978-4862860484。
- 岩田温「大村知事は〝自らの不明〟を恥じよ」『月刊Hanadaセレクション "愛知のテドロス"大村知事リコール！高須克弥院長熱烈応援号』、飛鳥新社、2020年8月12日、168-170頁、ISBN 978-4864107884。

以下オークラ出版刊の書籍（『撃論ムック』）
- 「地方紙の偏向を検証する」（西村幸祐編集『「反日マスコミ」の真実』2006年11月、ISBN 4-7755-0838-5、176-179頁）
- 「「はだしのゲン」を斬る!」「反核運動の真実」（西村幸祐編集『ぼくらの核武装論』2007年4月、ISBN 978-4-7755-0893-0、45-49頁, 172-175頁）
- 「世界の慰安婦事情」（西村幸祐編集『中学生にも分かる慰安婦・南京問題』2007年7月、ISBN 978-4-7755-0930-2、40-43頁）
- 「アウシュビッツの悲劇と日本」「スイス『民間防衛』に学ぶ情報防衛」（西村幸祐編集『情報戦「慰安婦・南京」の真実』2007年7月、ISBN 978-4-7755-0937-1、102-105頁, 196-199頁）
- 「中国人権弾圧クロニクル」（西村幸祐編集『誰も報じない中国の真実』2007年11月、ISBN 978-4-7755-1143-5、64-70頁）
- 「北海道新聞—北の大地のもうひとつの「赤旗」」「中國新聞—「ヒロシマ」発の観念論」「西日本新聞—九州に君臨する偏向新聞」（西村幸祐編集『「反日マスコミ」の真実2』2008年1月、ISBN 978-4-7755-1112-1、166-169頁, 174-177頁, 178-180頁）
- 「原爆投下に秘められた内幕とは」「東京大空襲—襲い来る赤い吹雪」「イギリス軍捕虜収容所の悲惨」（西村幸祐編集『教科書が教えない日本被害史 拉致と侵略の真実』2008年2月、ISBN 978-4-7755-1143-5、172-175頁, 176-181頁, 186-187頁）
- 「座談会◎戦後教育が抱える矛盾とその先の未来」（西尾幹二、佐藤健志）「歴史教科書の反日サヨク度徹底調査」「公民教科書のトンデモ度を検証する」（西村幸祐編集『誰も知らない教育崩壊の真実』2008年3月、ISBN 978-4-7755-1185-5、12-23頁, 86-101頁, 110-119頁）
- 「チベット人権弾圧クロニクル」（西村幸祐編集『チベット大虐殺の真実』2008年4月、ISBN 978-4-7755-1205-0、132-139頁）
- 「敢えて自民党の下野を歓迎する」「撃論ムック 書評コーナー」（西村幸祐編集『迷走日本の行方』2009年11月、ISBN 978-4-7755-1433-7、119-125頁, 190-191頁）

### 論文等(商業誌言説含む)
https://cir.nii.ac.jp/articles?q=%E5%B2%A9%E7%94%B0%E6%B8%A9